# Angolachelys mbaxi
Angolachelys mbaxi Mateus et al., 2009 è una tartartuga marina estinta, vissuta nel Cretaceo superiore (Turoniano, circa 90 milioni di anni fa); i suoi resti fossili sono stati ritrovati in Africa (Angola).

## Descrizione

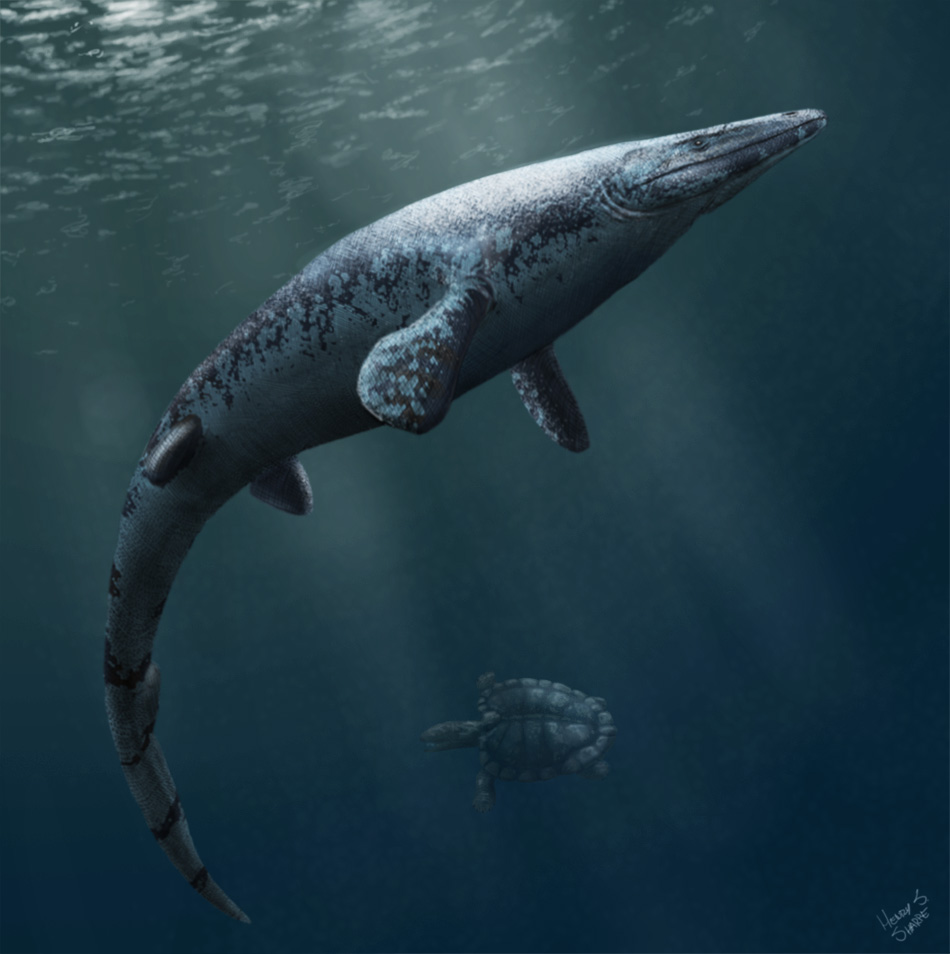
Ricostruzione di Angolasaurus nel suo ambiente naturale. Sullo sfondo la tartaruga Angolachelys

Questo animale doveva assomigliare alle odierne tartarughe marine per quanto riguarda l'aspetto generale del corpo, ma vi erano molte caratteristiche distintive a livello osseo. Le narici esterne erano separate da un processo internariale della premascella; l'osso squamoso, dalla superficie dorsale rugosa, era dotato di lunghe proiezioni posteriori che rappresentavano circa un quarto della lunghezza totale del cranio. Angolachelys era inoltre dotata di un palato secondario molto evoluto.

## Tassonomia
Angolachelys mbaxi è stato descritto per la prima volta nel 2009, sulla base di fossili ritrovati nella formazione Itombe, nella zona di Iembe (provincia di Bengo), in Angola. Questo fossili risulterebbero simili a quelli di un'altra tartaruga vissuta milioni di anni prima, nel Cretaceo inferiore (Sandownia) rinvenuta in Europa. Angolachelys rappresenterebbe quindi una linea evolutiva di tartarughe marine che, per prime, attraversarono l'Atlantico da Nord a Sud, durante l'apertura nel Cretaceo medio della via di mare dell'Atlantico meridionale. Tra le numerose caratteristiche condivise con Sandownia vi sono l'espansione dell'osso jugale sul palato secondario, un profilo trilobato del rostro e una protrusione del premascellare. Secondo lo studio del 2009 questi caratteri definirebbero un clade di tartarughe marine (Angolachelonia) sviluppatesi forse già nel Giurassico superiore (con Solnhofia) ma evolutesi indipendentemente dagli altri grandi cladi di tartarughe marine (come i protostegidi e i chelonioidi).